# Laserdrucker

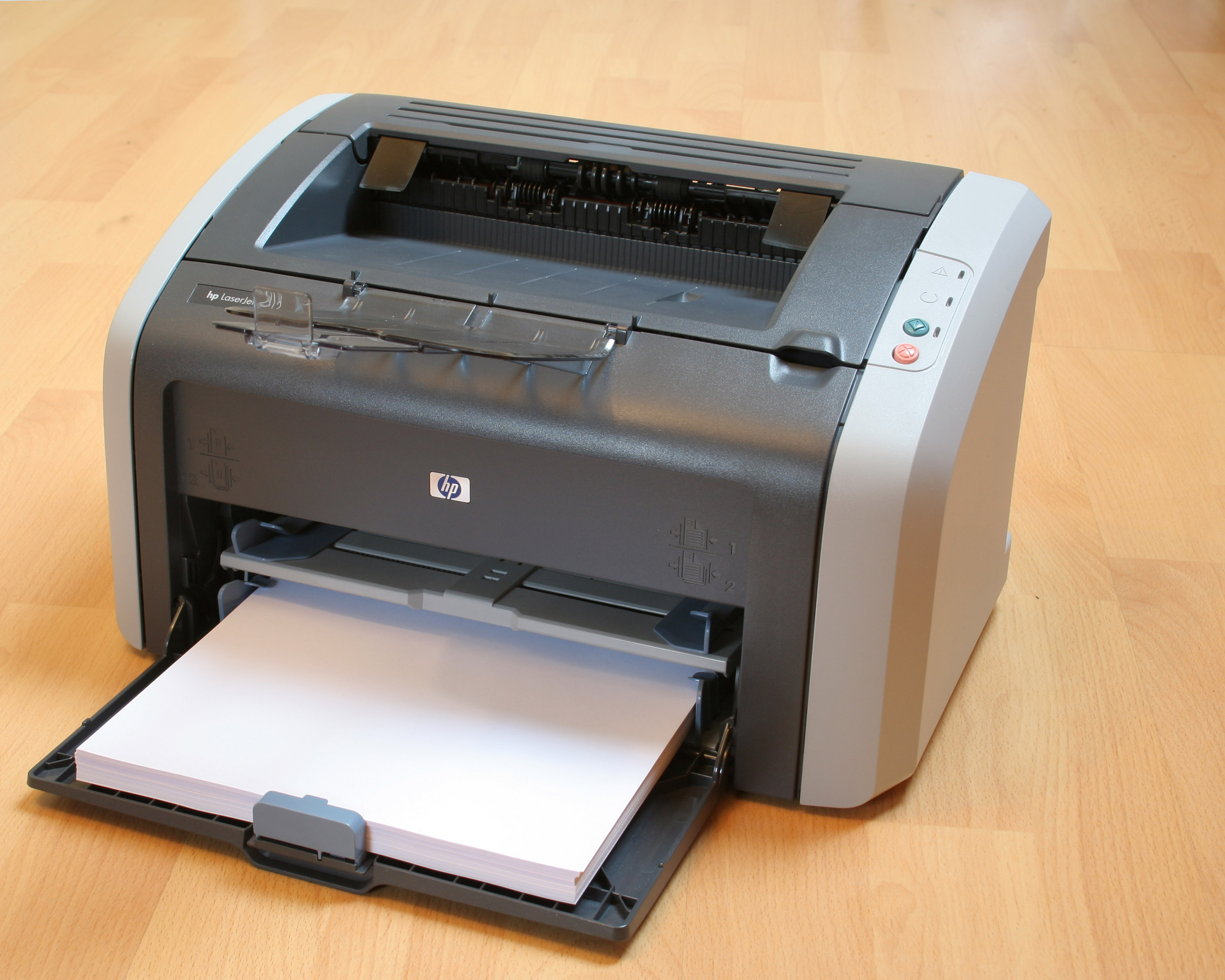
Laserdrucker für Heimanwendungen, 2006

Der Laserdrucker ist ein (elektrofotografischer, nichtmechanischer, anschlagfreier) Drucker zur Produktion von Ausdrucken auf Papier oder Folien im Elektrofotografieverfahren mittels Laserstrahlen. Laserdrucker sind Matrixdrucker und zählen zu den Seitendruckern, da Belichtung und Druck der ganzen Seite in einem Durchlauf erfolgen. Die Auflösung eines Laserdruckers beträgt etwa zwischen 300 und 800 dpi.
Im allgemeinen Sprachgebrauch werden auch mit Leuchtdioden arbeitende LED-Drucker und LED-Plotter meist als „Laserdrucker“ bezeichnet, weil das Funktionsprinzip bis auf die Belichtung weitgehend mit dem elektrofotografischen Druckverfahren identisch ist, das bei Kopiergeräten benutzt wird.

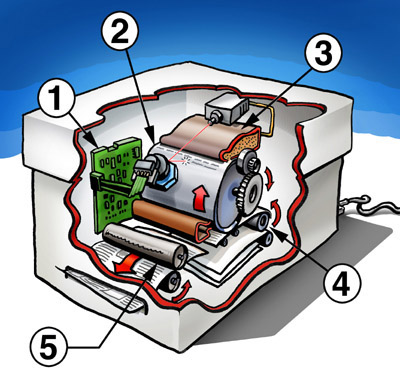
Laserdrucker: (1) Drucker-Controller; (2) Bildtrommel; (3) Toner; (4) Papiereinzugswalzen; (5) Fixiereinheit

## Geschichte
Der Physiker Chester F. Carlson (1906–1968) meldete im Jahre 1937 die Elektrophotographie zum Patent an. Diese Erfindung war ein Grundstein des heutigen Laserdruckers unter Ausnutzung elektrischer Ladung. Carlson war zu jener Zeit in der Patentabteilung einer Elektrofirma tätig und fertigte manuell Kopien von Patentanmeldungen. Es gab bis dato noch kein maschinelles Vervielfältigungsverfahren. Der Tüftler und Bastler machte sich ans Werk und schaffte es am 22. Oktober 1938 mit Hilfe des Physikers Otto Kornei, die erste Fotokopie mit Bärlappsporen auf einer Glasplatte anzufertigen. Der heutige Laserdrucker basiert auf demselben Prinzip.
Carlson hatte anfangs Schwierigkeiten, seine Erfindung zu vermarkten. Unternehmen wie IBM oder General Electric zeigten sich skeptisch und desinteressiert. Im Jahre 1944 konnte er seine Idee jedoch an das Batelle Memorial Institute in Ohio verkaufen. Ihm wurden 3000 US-Dollar zur Verfügung gestellt, um seine Idee in die Tat umzusetzen. 1950 kam schließlich der erste Trockenkopierer der Firma Haloid auf den Markt (Modell A). Als das Geschäft zu laufen begann, änderte man aus marketingstrategischen Gründen den Produkt- und Firmennamen. So wurde aus der Elektrofotografie die Xerographie. Der Firmenname wurde in Haloid Xerox Inc. umgeändert, ab 1961 hieß sie nur noch Xerox.
1953 produzierte Bob Gundlach, der Erfinder des ersten Xerox Kopierers, in seinem Labor die ersten Vollfarbdrucke. 1959 meldete Xerox das erste Farbpatent an. Mit dem Modell Xerox 914 waren bereits 6 Kopien pro Minute möglich. Man konnte dieses Gerät nicht kaufen, sondern nur mieten. So konnte sich das Unternehmen Xerox Corp. über einen langen Zeitraum eine gute Einnahmequelle sichern.
Im Jahre 1970 eröffnete Xerox das Palo Alto Research Center (PARC). Der dort angestellte Ingenieur Gary Starkweather entwickelte das erste Laserdruckgerät. Ihm gelang es, Laserstrahlen zu modulieren und so ein Druckbild herzustellen. Der erste Laserdrucker arbeitete nach der ROS-Technik (raster output scanner) und konnte 500 Punkte pro Zoll (dpi) drucken. Durch die Zusammenarbeit hervorragender Techniker gelang 1973 die Herstellung eines kleinen PCs (Xerox Alto), der mit einer Maus, einer grafischen Oberfläche und dem ersten kommerziell verwendbaren Laserdrucker (EARS, Ethernet-Alto research character generator scanning laser output terminal) ausgestattet war. Mit EARS war es möglich, in einer Auflösung von 384 dpi zu drucken. Im selben Jahr führte Xerox den Farbkopierer Xerox 6500 ein.
In den 1960er und 1970er Jahren erledigten Nadel- und Typenraddrucker den Großteil der Druckaufträge. Ein hochwertiger Laserdrucker kostete zwischen 100.000 und 350.000 US-Dollar.
Im Mai 1984 kam der erste HP LaserJet auf den Markt. Er kostete nur noch 3495 US-Dollar und erfüllte sämtliche gestellte Anforderungen in Bezug auf Geschwindigkeit, Flexibilität und Druckqualität.
Das Hauptproblem bei der Entwicklung von Laserdruckern war es, den Laserstrahl zu modulieren. Zur Zeit der ersten Laserdrucker gab es nur Gaslaser, die nicht in der benötigten Geschwindigkeit ein- und ausgeschaltet werden konnten. Spezielle Optiken, die mechanisch verschoben wurden, oder Piezo-Kristalle, die mittels angelegter Spannung das Licht ablenkten, waren die einzige Möglichkeit, diese Aufgabe zu erfüllen. Bei den später üblichen Diodenlasern konnte dagegen der Lichtstrom sehr schnell moduliert werden.
1988 entwickelte der VEB Büromaschinenwerk „Ernst Thälmann“ Sömmerda (im Kombinat Robotron) den ersten Laserdrucker der DDR, den EC7230/LD20. Vermutlich wurden nur 7 Stück gebaut.

## Druckprinzip

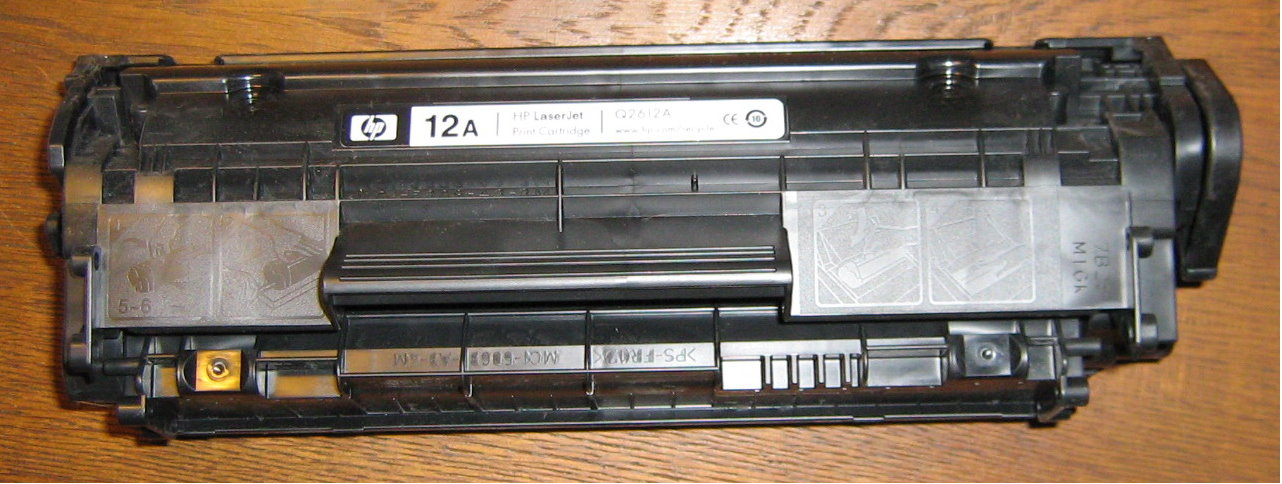
Tonerkassette eines Schwarzweiß-Laserdruckers

Arbeitsweise eines Laserdruckers

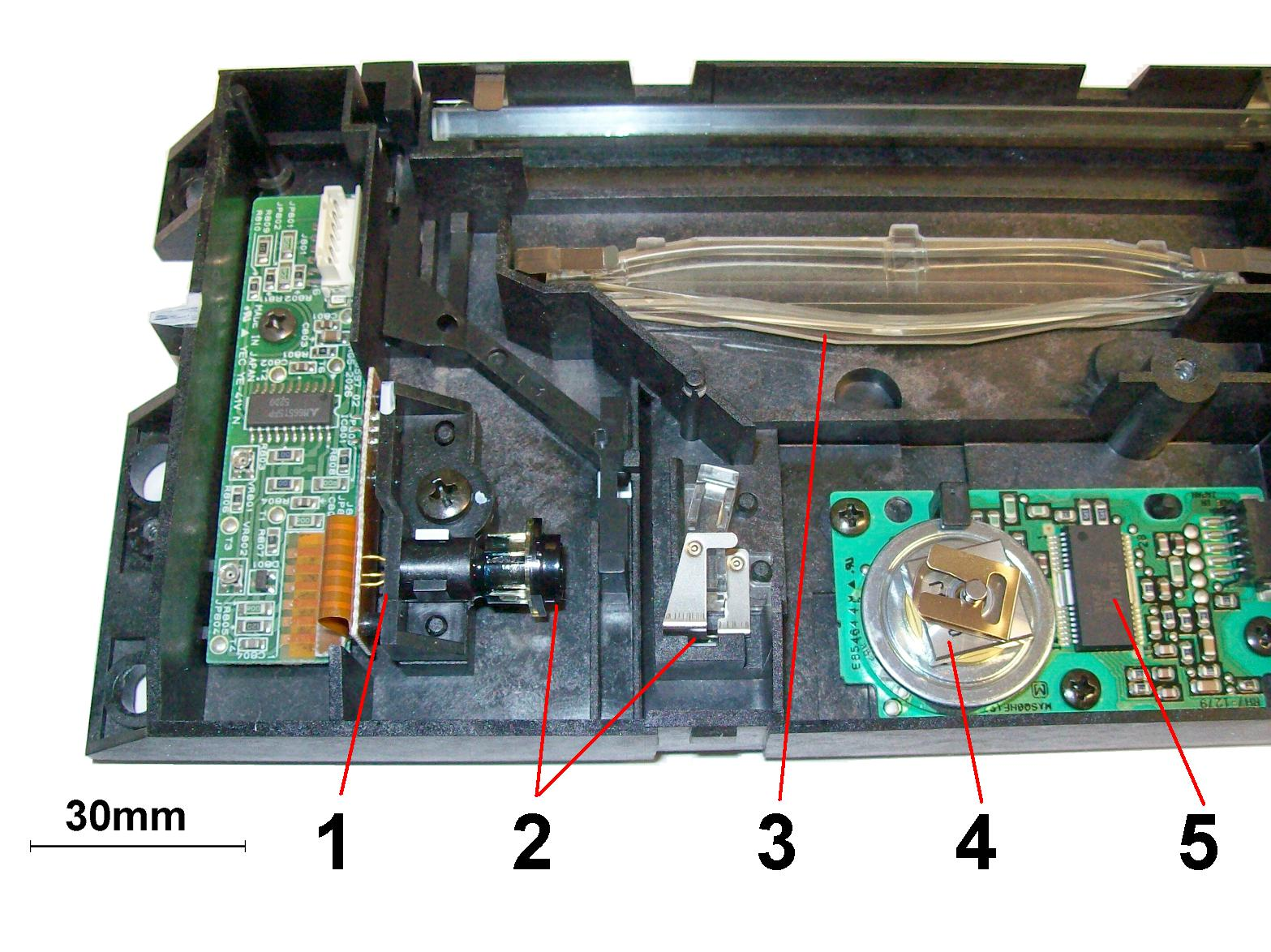
Eindimensionaler Laserscanner aus einem Laserdrucker:
(1) Laserdiode, (2) Kollimator- und Fokussierlinsen und dahinter der Spiegel zu Positionserkennung durch Photosensor und der Zeilensynchronisation dient, (3) Glaskörper zur Linearitätskorrektur, (4) Polygonspiegel mit Motor, (5) Motortreiber/-steuer-IC

Dem Laserdrucker liegt das Prinzip der Elektrofotografie (Xerox-Verfahren) zugrunde. Herzstück ist eine mit einem Photoleiter beschichtete Bildtrommel oder Endlosband.

### Konditionierung des Photoleiters
Die Beschichtung der Bildtrommel wird zunächst elektrostatisch aufgeladen; entweder mittels einer Ladekorona (eines dünnen, nahe der Trommel angebrachten Drahts, der unter hohe Spannung gesetzt wird und eine Koronaentladung erzeugt) oder mittels Ladungswalzen. Letzteres hat gegenüber der Ladekorona den Vorteil, dass kaum noch Ozon produziert wird, weil die hochspannungsführende Walze direkt in Kontakt mit der Bildtrommel steht und daher keine Ionisierung der Umgebungsluft stattfindet.

### Belichtung
Die Ladung auf dem Photoleiter wird nun durch Belichtung an den Stellen gelöscht, an denen später Toner auf die Trommel aufgetragen werden soll. Je mehr Licht auf Bereiche der Photoleiter-beschichteten Trommel fällt, desto mehr wird dieser entladen, da der Photoleiter bei Licht elektrisch leitend wird. Zur Belichtung wird ein Laserstrahl über einen rotierenden Spiegel (Laserscanner) zeilenweise auf die Trommel gelenkt und dabei rasterartig an- und ausgeschaltet. Dabei wird das zu druckende Bild latent in verbleibender und abgeleiteter elektrostatischer Ladung auf den Photoleiter projiziert.
Grauabstufungen werden bei einfachen Laserdruckern durch Halbtonrasterung erreicht. Entsprechend wird mit weiteren Farben bei einfachen Farblaserdruckern verfahren. Höherwertige Laserdrucker erreichen im Vollfarbsystem höhere Auflösungen. Bei ihnen wird die Ladung der Trommel nicht in einem Schritt auf Null reduziert, sondern in bis zu 256 Stufen abgeschwächt.
Ein Schwarzschreiber belichtet die mit Toner zu schwärzenden Bereiche des Bildes, ein Weißschreiber belichtet die weiß zu belassenden Bereiche des Bildes. Beim Schwarzschreiber werden schmale Linien deutlicher wiedergegeben, während sie beim Weißschreiber zum Einreißen neigen. Weißschreiber können schwarze Flächen besser darstellen. Der Unterschied liegt nicht nur in der Ansteuerung der Belichtung; geänderte Hochspannungen für Photoleiter und Toner sind weitere Voraussetzung. Das Prinzip des Schwarzschreibers wurde bei Kopiergeräten benutzt, die Mikrofilm-Aufzeichnungen zurück auf Papier kopieren.

### Entwicklung
Der Photoleiter dreht sich weiter und wird in der Entwicklereinheit in unmittelbare Nähe des Toners gebracht. Die verbleibende statische Ladung zieht den Toner auf den Photoleiter. In der Entwicklereinheit wird der Toner auf ein Potential gebracht, das den Kontrast des Bildes bestimmt und verhindert, dass zu viel oder zu wenig Toner transferiert wird. Durch den Kunstharzanteil ist der Toner elektrisch isolierend.

### Tonertransfer

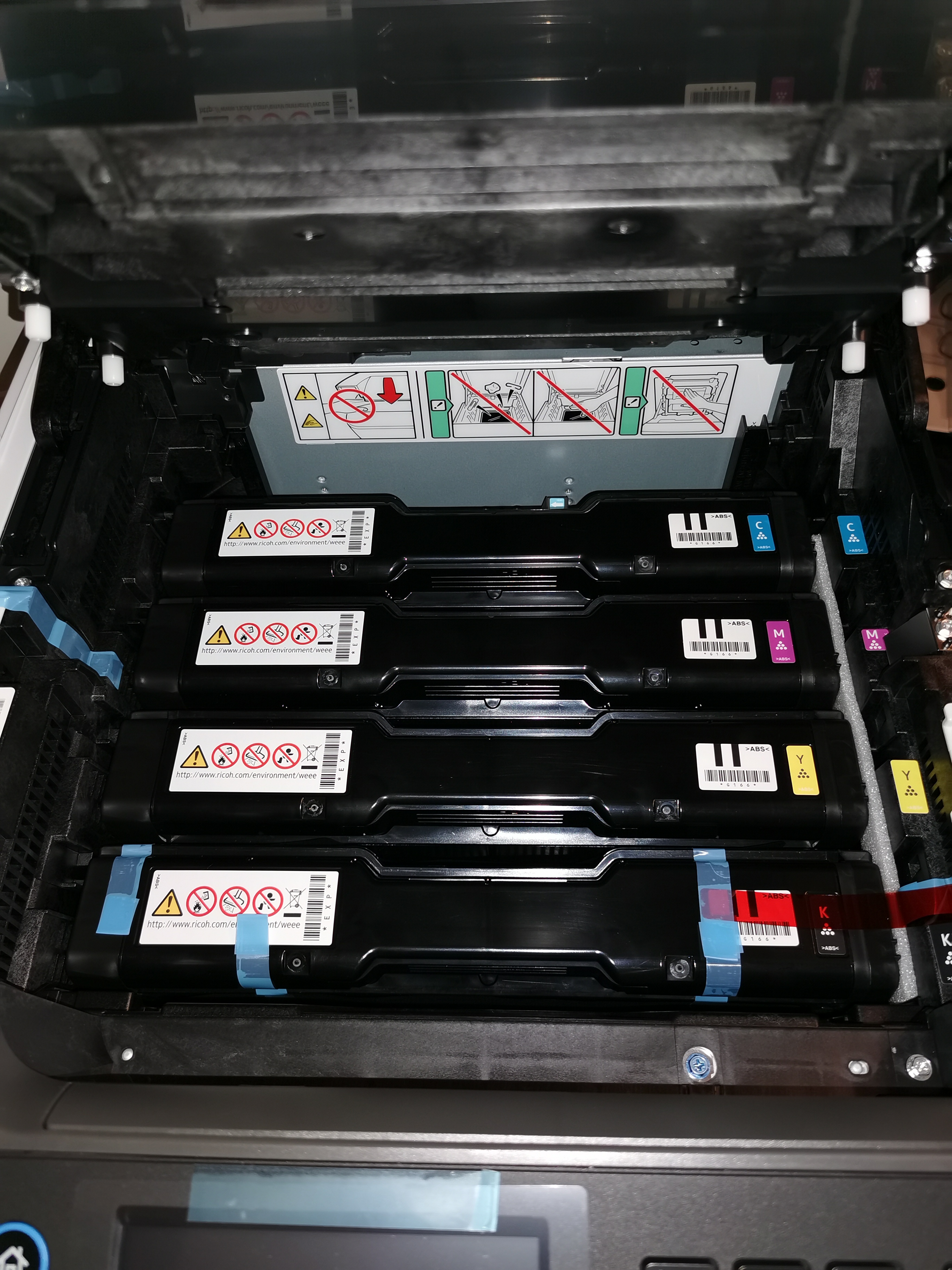
CMYK-Tonerkartuschen

Der Photoleiter bewegt sich weiter und bringt den Toner in Kontakt entweder direkt mit dem zu bedruckenden Medium (Papier) oder zunächst mit einer Transferwalze oder einem Transferband.
Beim Mehrfarbdruck werden bei älteren Laserdruckern nacheinander alle Tonerfarben auf das Transfermedium aufgebracht. Um registerhaltig zu bleiben, also die einzelnen Farbauszüge nicht gegeneinander zu versetzen, muss hier besonders präzise positioniert werden. Die Übertragung auf das Papier erfolgt anschließend in einem Schritt für alle vier Farben. Alternativ zum Transfermedium werden auch elektrostatisch vorgeladene Papiertransportbänder (Electrostatic Transport Belt) verwendet, auf denen das Papier wie festgeklebt positioniert werden kann. Bei neueren Geräten besteht der Farb-Laserdrucker aus vier einzelnen Druckwerken (für jede Farbe ein Werk), und das Papier durchläuft alle vier Druckwerke nacheinander. Hier ist eine noch genauere Positionierung des Papiers notwendig. Dieses Druckverfahren bietet aber den Vorteil, dass kontinuierlich gearbeitet werden kann. Während bei alten Geräten mit Transferband das Band immer nur mit einer Farbe beschichtet werden konnte (die vier Tonerkartuschen befinden sich in einer Revolver-Trommel und werden nacheinander zum Einsatz gebracht, so dass das Transferband vier Umläufe benötigt, um eine Seite zu vervollständigen), arbeiten moderne Drucker mit vier einzelnen Farbeinheiten, von denen die Toner auf ein Zwischenband (ITB – Intermediate Transfer Belt) übertragen werden. Durch die vier getrennten Druckwerke kann im ersten Druckwerk bereits die Folgeseite belichtet werden, während das letzte Druckwerk noch damit beschäftigt ist, die vorhergehende Seite zu belichten. Dadurch erreichen sie im Farbdruck die gleiche Seitenleistung (Druckseiten je Minute) wie im Monochrom-Druck. Bei alten Geräten mit Revolver-Trommel verringert sich beim Farbdruck die Seitenleistung auf 25 % im Vergleich zum Monochrom-Druck.
Der Toner wird anschließend durch elektrostatische Ladung dazu gebracht, vom Zwischenband auf das Papier zu springen. Dazu wird auf der Rückseite des Papiers mittels einer Transferrolle eine starke elektrische Ladung angelegt, die der Ladung des Toners entgegengesetzt ist.

### Fixierung
Das Papier bewegt sich weiter zur Fixiereinheit und diese besteht im Wesentlichen aus zwei Walzen, die eine besondere Beschichtung tragen (meist Teflon oder Silikongummi). Mindestens eine der Walzen ist hohl und hat einen Heizstab im Inneren, der die Walze auf rund 180 °C (±10 °C, je nach verwendetem Medium) aufheizt. Beim Durchlaufen des Blattes schmilzt der Toner und verklebt mit dem Papier. Dafür, dass möglichst wenig Toner an den Heizwalzen haften bleibt, sorgt einerseits die Beschichtung, andererseits wiederum eine entsprechende leichte elektrostatische Aufladung der Walzen, die den Toner abstoßen (obere Walze) bzw. anziehen (untere Walze, jenseits des Papiers). Der dennoch auf den Heizwalzen verbleibende Toner wird bei höherwertigen Geräten durch Reinigungswalzen oder ein Reinigungsvlies entfernt. Bei früheren Systemen kam eine Nassfixierung zum Einsatz, bei der die Heizung über austauschbare Kartuschen mit Silikonöl versorgt wird, welches die ebenfalls vom Benutzer zu tauschenden Reinigungswalzen benetzt. Je nach konstruktivem Aufwand der Fixiereinheiten liegen die Standzeiten im Bereich zwischen 40.000 und 400.000 Druckseiten.
Zur Energieeinsparung wird in modernen Fixierungen nur noch eine Walze verwendet, die durch eine Induktionsheizung erhitzt wird. Auf der Gegenseite wird ein antihaft-beschichtetes Band verwendet, das um einen Zylinder rotiert und nicht aufgeheizt werden muss. Durch diese Konstruktion kann die Fixierung in kürzerer Zeit auf die notwendige Fixiertemperatur aufgewärmt werden und kann nach Gebrauch schneller wieder abgesenkt werden, bis die nächste Seite gedruckt werden soll.
Daneben gibt es aufwändigere Fixierverfahren, die bei einer niedrigeren Fixiertemperatur arbeiten (nur ca. 70 °C), dafür aber einen höheren Druck aufbauen. Das Verfahren ist konstruktiv aufwändiger und so teuer, dass es für Heimanwender-Drucker nicht geeignet ist. Es hat aber den Vorteil, dass wärmeempfindlichere Medien bedruckt werden können. Ferner ist bei niedrigeren Temperaturen die Gefahr geringer, dass schädliche Emissionen aus den Kunststoffharzen des Toners oder dem Papier selbst austreten.

### Vollentladung
Bei der weiteren Drehung der Trommel wird der verbleibende Resttoner von der Trommel mittels Abstreifern (sogenannte Wiperblades) und einer Reinigungsbürste abgestreift. Zur Unterstützung der mechanischen Reinigung wird die Bildtrommel mittels einer LED-Leiste belichtet, um die vorhandene Restladung abzuleiten und Schatten des vorhergehenden Druckes zu unterdrücken. Bei aufwändigeren Konstruktionen wird dieser Resttoner in einem Resttonerbehälter gesammelt, der gegen einen neuen, leeren Behälter ausgetauscht werden kann (der volle Resttonerbehälter kann über den Hersteller entsorgt werden). Bei kleineren Geräten mit integrierten Toner-Trommel-Kartuschen wird der Resttoner in eine kleine Kammer gestreift, deren Inhalt mit der verbrauchten Kartusche entsorgt wird. Die Grenze zwischen Kleingeräten ohne Resttonerauffangbehälter und Hochvolumendruckern mit Resttonerentsorgung verschiebt sich sowohl durch die allgemein steigenden Druckleistungen als auch durch die technische Entwicklung. Bei vielen Schwarz-Weiß-Laserdruckern und Multifunktionssystemen wird der abgestreifte Resttoner wieder in die Entwicklereinheit geführt und mit neuem Toner gemischt, so dass eine Resttonerentsorgung nicht nötig ist. Dieses Tonerrecycling ist bei Farbsystemen nicht möglich, da nach dem Entwicklungsprozess die Farbanteile nicht mehr in einzelne Farben separiert werden können.

## Softwaretreiber
Das Druckwerk eines Laserdruckers benötigt spezielle Rasterdaten. Diese werden durch den Raster Image Processor (RIP) erzeugt. Dazu gibt es drei Ansätze.
- Vor allem preisgünstige Drucker nutzen das Betriebssystem des ansteuernden Computers für die Erzeugung des Rasterbildes. Solche Geräte werden als GDI-Drucker bezeichnet und sind aufgrund des fehlenden Bild-Prozessors erheblich günstiger als Geräte mit eingebautem RIP. Der Nachteil der GDI-Methode besteht darin, dass die Drucker nur mit einem speziellen Gerätetreiber funktionieren, welcher vom Druckerhersteller geliefert wird. Viele dieser Drucker funktionieren daher nur mit populären oder älteren Betriebssystemen, weil der Hersteller für Nischenlösungen keine Treiber bereitstellt oder den Support für das Produkt einstellt.
- Bei Geräten der Mittelklasse erfolgt das „Rippen“ im Drucker selbst – an ihn werden also keine Rasterdaten, sondern Dokumente in Seitenbeschreibungssprachen wie PCL oder PostScript geschickt. Die Aufbereitung übernimmt der Drucker selbst.

- Bei vielen Großgeräten wird ein eigenständiger und vom Drucker getrennter RIP-Server verwendet. Er ist mit einer Hochgeschwindigkeitsverbindung direkt an die Belichtereinheit angeschlossen und verfügt über entsprechend viel Speicher. Das RIP einer einzigen DIN-A3-Seite bei CMYK benötigt rund 125 MB Speicher.

## Qualität, Vor- und Nachteile gegenüber anderen Drucksystemen

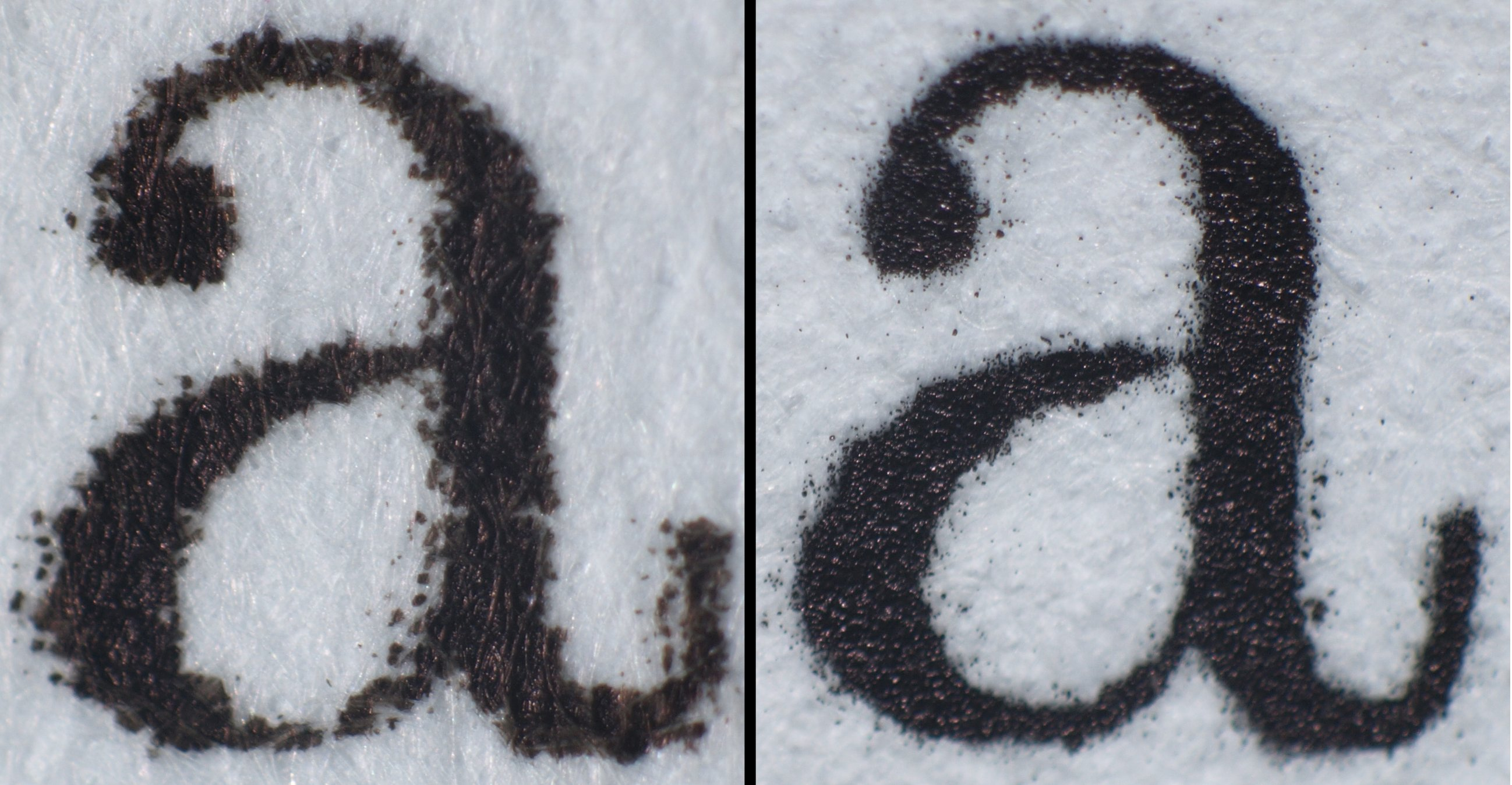
Textausdruck: Links Tintenstrahldrucker, rechts Laserdrucker

Der Leistungsumfang bei Laserdruckern reicht bei geschnittenem Papier von vier bis zu etwa 500 Seiten A4 pro Minute und bei Endlospapier bis etwa 1600 Seiten pro Minute.
Laserdrucker sind in der Qualität bei reinem Textausdruck (bei Farblaserdruckern auch farbigem Text) sowie bei Geschäftsgrafiken unerreicht. Lediglich einige Tintenstrahldrucker erreichen eine ähnliche Kantenschärfe und auf Spezialpapier eine vergleichbare Schwärzentiefe. Die wesentlichen Vorteile sind die Unempfindlichkeit gegenüber verschiedenen Papiersorten, ferner gibt es prinzipbedingt ein geringeres Ausbluten feiner Konturen, wie es bei Tintenstrahldruckern oft zu beobachten ist. Auch sind die Ausdrucke beständiger gegen Sonneneinstrahlung und Wasserkontakt, was mit Tintenstrahldruckern nur bei Verwendung von Spezialtinte erreicht werden kann. Die Laser-Druckkosten sind erheblich niedriger, und die Lebenserwartung der Geräte ist höher als bei Tintenstrahldruckern. Einige Laserdrucker sind in der Lage, die Rasterauflösung zu verändern (z. B. von 300 dpi zu 400 dpi) und können dadurch Druckdatenströme, die für unterschiedliche Druckauflösungen optimiert wurden, ohne Qualitätseinbußen drucken.
Weitere Vorteile des Laserdruckers sind
- Resistenz der Ausdrucke: Die Druckerfarbe ist nicht nur resistent gegen UV-Bestrahlung, sie hält auch der Feuchtigkeit sehr gut stand.[4]
- Wartungsarmut: Ein Laserdrucker kann längere Standzeiten überbrücken, ohne dass eine Wartung nötig wäre (zum Vergleich: bei Tintenstrahldruckern trocknen die Düsen, bei Nadeldruckern die Farbbänder aus), wobei jedoch auch Toner nicht unbegrenzt lagerfähig ist, da er bei zunehmender Feinkörnigkeit Luftfeuchtigkeit anzieht und somit auch im Stand altert. Ebenso ist dauerhafte Hitze unter Umständen problematisch.

Wegen der hohen Qualität des Druckergebnisses von Farblaserdruckern wurde schon früh an Maßnahmen zur Vermeidung und Verfolgung von Dokumentenfälschungen gedacht. So bringen viele aktuelle Geräte ein unsichtbares Wasserzeichen, den Machine Identification Code, auf jedem Ausdruck an, um eine Rückverfolgung von Ausdrucken auf einen bestimmten Laserdrucker zu ermöglichen.
Die Zusammensetzung des Toners hat einen chargen- und herstellerspezifischen magnetischen Fingerabdruck. Auch entzogener Entwickler bei Zweikomponenten-Toner gibt Rückschlüsse auf ein Gerät.
Nachteilesind bei der Druckqualität in Bezug auf Fotos zu beobachten. Handelsübliche Laserdrucker sind in den Bereichen Farbraum und Kontrastabstufungen einem guten Tintenstrahldrucker auf Spezialpapier unterlegen. Meistens fehlt den Bildern die Tiefenwirkung und die Farbechtheit, des Weiteren ist bei günstigen Geräten eventuell eine leichte Rasterung sichtbar. Zwar sind die Ergebnisse eines Laserdruckers wischfest, jedoch nicht unbedingt gegen Abblättern (z. B. an Knickstellen) resistent. Das gilt insbesondere für Vollfarbsysteme, bei denen der oftmals plastische Farbauftrag ebenfalls als Nachteil gewertet werden kann. Prinzipiell sind heutige Laserdrucker für das Ausdrucken von Fotos nicht die erste Wahl.
Der Druckvorgang kann bei einem Laserdrucker nicht unterbrochen werden. Eine Seite muss vollständig in einem Durchgang gedruckt werden, da das Anhalten des Papiertransports unter anderem das Papier in der Fixiereinheit anbrennen würde. Daher muss die ganze Seite für den Druck bereits im Speicher des Druckers Platz finden, womit es einen direkten Zusammenhang zwischen dem im Drucker verbauten RAM und der maximalen Druckauflösung dpi gibt. Moderne Raster Image Processors können zwar Text noch zur Druckzeit rastern, bei bereits als Bitmap vorhandenen Bildern gibt aber auch bei modernen Druckern die Speichergröße die maximale Auflösung für Vollseiten-Bildausdrucke vor. Im Gegensatz dazu kommen Tintenstrahldrucker mit deutlich weniger eingebautem Speicher aus, da sie problemlos nach jeder gedruckten Zeile auf die Daten für die nächste Zeile warten können. Da der erforderliche Arbeitsspeicher lange Zeit verhältnismäßig teuer war, schlug sich dies auf die Kosten nieder.
Die thermische Belastung der Druckmedien in der Fixierung erfordert bei Sonderdruckmedien (wie bei Folien, Selbstklebeetiketten, Sichtfenster-Briefumschläge) Hitzefestigkeit bis 200 °C.
Der prinzipbedingt nicht völlig geradlinige Papierweg und der Tonertransfer durch elektrostatische Umladung erschwert die Verarbeitung von hohen Papierstärken, weshalb mindestens die Verarbeitungsgeschwindigkeit stark reduziert werden muss. Eine Verarbeitung von elektrisch (teilweise) leitfähigen Medien (wie ESD-Karton) oder völlig starren Vorlagen (wie für CD-Rohlinge) ist daher nicht möglich. 
Neben dem Fotoausdruck sind Laserdrucker ebenfalls ungeeignet für Referenzausdrucke (Proof), da die Farbqualität aufgrund von Temperatur- und Feuchtigkeitsveränderungen nicht konstant bleibt. Außerdem arbeiten Laserdrucker oft mit nichtlinearen Intensitätskurven, so dass dunkle Farbtöne zulaufen und helle überstrahlt werden.

## Gesundheitsgefährdung
Schon seit langem stehen Laserdrucker (ebenso wie Kopierer) in Verdacht, die Gesundheit zu gefährden. Verschiedene Studien konnten das jedoch bisher nicht konkret klären. Das Bundesinstitut für Risikobewertung führte eine Pilotstudie durch. Nach ersten Ergebnissen wurde empfohlen, Geräte zu verwenden, die den Standard des Umweltzeichens Blauer Engel einhalten. Die Bundesanstalt für Arbeitsschutz und Arbeitsmedizin veröffentlichte Mitte 2015 die Ergebnisse einer ausführlichen Untersuchung, die zu dem Urteil kommt, dass keine akute Bedrohung durch Feinstaubbelastung durch Laserdrucker vorliegt, da der Allgemeine Staubgrenzwert in ihren Messungen um den Faktor 100 unterschritten wird. Mögliche allergische Reaktionen schließt die BAuA allerdings nicht aus und empfiehlt dennoch, Laserdrucker am besten in großen, gut belüfteten Räumen zu betreiben.

### Tonerpartikel
Laserdrucker arbeiten wie Fotokopierer mit Trockentonern, die als schwarzes Farbpigment Ruß und bei nicht RoHS-konformen Sorten auch Schwermetalle wie Blei und Cadmium enthalten, mitunter also gesundheitsschädlich sein können.
Tritt Toner aus, etwa bei unsachgemäßer Handhabung oder Schäden am Gerät, so können die enthaltenen Stoffe auf die Schleimhäute, insbesondere die der Atemwege, oder auf die Haut wirken. Laserdrucker sind prinzipiell nie ganz „sauber“: Ein Teil des Toners wird durch das Ventilationssystem, das zur Kühlung der internen Komponenten unerlässlich ist, aus dem Drucker geblasen. Moderne Geräte besitzen jedoch einen Filter, welcher die Partikel fast vollständig filtert. Der Einsatz von Zusatzfiltern, welche im Handel erworben werden können, ist nicht zu empfehlen, da die Lüfter aufgrund des Luftstaus sonst mit überhöhter Geschwindigkeit laufen und für eine noch größere Verschmutzung sorgen. Es handelt sich um mikroskopische Teilchen. Servicetechniker und Beschäftigte im Bereich Refill und Recycling sind den Schadstoffen naturgemäß in erhöhtem Maße ausgesetzt. Es wird empfohlen, Schutzvorrichtungen in Form von Einweghandschuhen und Atemschutz einzusetzen.

### Ozon
Weiterhin wird bei einigen Laserdruckern technisch bedingt Ozon freigesetzt. Das Aufbringen elektrischer Ladungen auf die Bildtrommel erfolgt mit hohen bis sehr hohen elektrischen Feldstärken durch unter Hochspannung gesetzte feine Platindrähte, die sogenannten Koronadrähte, oder spitz zulaufende Metallkämme. Im Bereich hoher Feldstärken wird die Umgebungsluft ionisiert, wobei der Luftsauerstoff (O2) aufgespalten und in Ozon (O3) umgewandelt wird. Geräte mit hohem Ozonausstoß sollten daher in gut belüfteten Räumen stehen. Auswechselbare Ozonfilter verfügen bei sinnvoll praktizierbaren Wechselintervallen von mehreren Monaten über keinen nennenswerten Luftreinigungseffekt.
Bei Geräten mit niedrigen Druckgeschwindigkeiten werden seit Mitte der 1990er die Ladungen anstatt mit Koronadrähten mit Hilfe von gezackten Metallstreifen oder Kontaktrollern übertragen. Die benötigten Spannungen können so weit gesenkt werden, dass keine nennenswerte Luftionisation und damit auch keine deklarierungspflichtigen Ozonemissionen auftreten. Diese Geräte werden von den Herstellern als „ozonfrei“ deklariert.

### Feinstaubfilter
Die Feinstaubfilter für Laserdrucker wurden entwickelt, um eine mögliche Belastung der Feinstaubkonzentration und Tonerpartikel in der Luft zu verringern. Die Geruchsbeanspruchung der Umgebung wird durch diese Filter ebenfalls verbessert.
Viele Drucker bringen einen Feinstaubfilter ab Werk mit. Einige muss man extra wechseln, andere sind in der Tonerkartusche enthalten und werden mit dieser ausgewechselt.
Je nach Druckleistung sollte von einer Haltbarkeit von sechs bis zwölf Monaten ausgegangen und der Feinstaubfilter spätestens nach einem Jahr ausgetauscht werden.
Zur Verringerung der Emissionen aus Laserdruckern lassen sich Filter nachrüsten, etwa mit Klebestreifen auf der Ventilationsöffnung des Druckers. Allerdings können Papierausgabefächer nicht mit Filtern versehen werden und sind daher eine wesentliche Quelle von Partikelemissionen. Das Umweltbundesamt hat untersucht, ob Nachrüstfilter zur Abscheidung ultrafeiner Partikel geeignet sind und stellt fest, dass Filter aufgrund der teilweise reduzierten Wirkung nicht uneingeschränkt zu empfehlen sind. Zudem sind Empfehlungen, welcher Filtertyp zu welchem Drucker passt, teilweise mangelhaft.

### Ultrafeine Partikel (UFP)
Im Betrieb, besonders zu Beginn eines Druckvorgangs, stoßen Laserdrucker ultrafeine Partikel (UFP), die kleinste Fraktion des Feinstaubs, aus.
Es war Anfang 2013 jedoch nicht geklärt, ab welcher Menge dieser Ultrafeinstaub überhaupt eine Gesundheitsgefahr darstellt. Die ab 2014 verbindlichen Kriterien für den Blauen Engel sehen mit der Vergabegrundlage RAL-UZ 171 trotzdem einen Grenzwert für UFP vor, der jedoch von Kritikern als viel zu hoch angesehen wird.
Mittlerweile belegen immer mehr wissenschaftliche Studien die gesundheitlichen Gefahren, die von Tonerstäuben der Laserdrucker und den enthaltenen Nano-Partikeln ausgehen; so z. B. mehrere Studien der Harvard University. Auch die Medien berichten immer häufiger über die Gesundheitsgefahren von Laserdruckern und Laserkopierern. Dabei wurde auch bekannt, dass die Bundesregierung noch 2016 vor den Gefahren von Laserdruckern warnte, deren „Feinstaub in ultrafeiner Partikelgröße […] besonders gefährlich ist“. Diese Warnung wurde aufgrund von Studien zurückgezogen, die jedoch von Wissenschaftlern als unwissenschaftlich und interessengeleitet kritisiert werden. So kritisiert Michael Braungart vom Hamburger Umweltinstitut, dass die Studien von Institutionen finanziert wurden, die selbst finanzielle Interessen mit diesem Thema verbinden, und dass die freigesetzten Partikel unter anderem krebserzeugend und erbgutschädigend sind.
Siehe auch: Green IT